# Alonso Berruguete

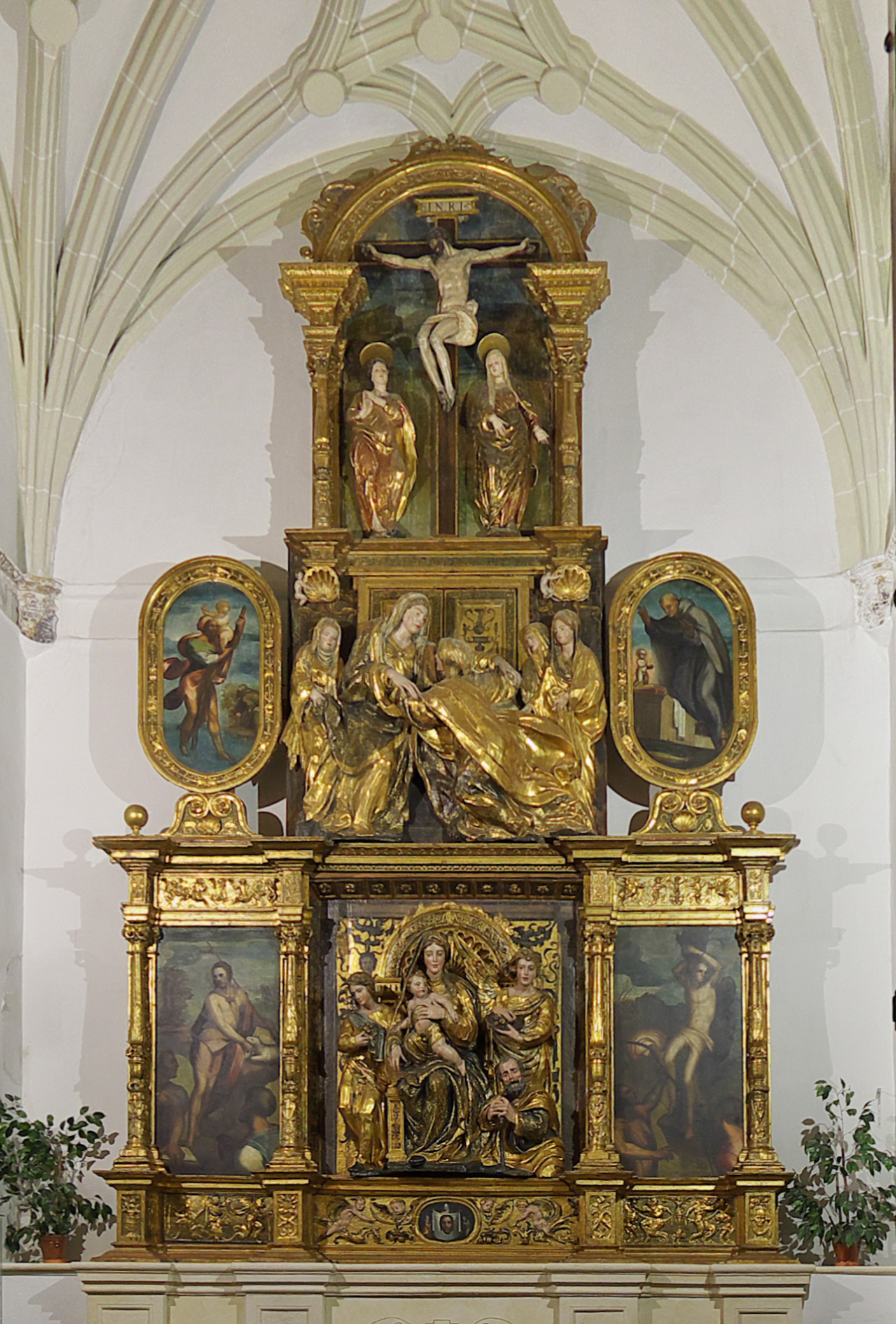
Altar mit Skulpturen und Gemälden von Alonso Berruguete in der Capilla de San Nicolás de Tolentino, Convento de Santa Úrsula, Toledo

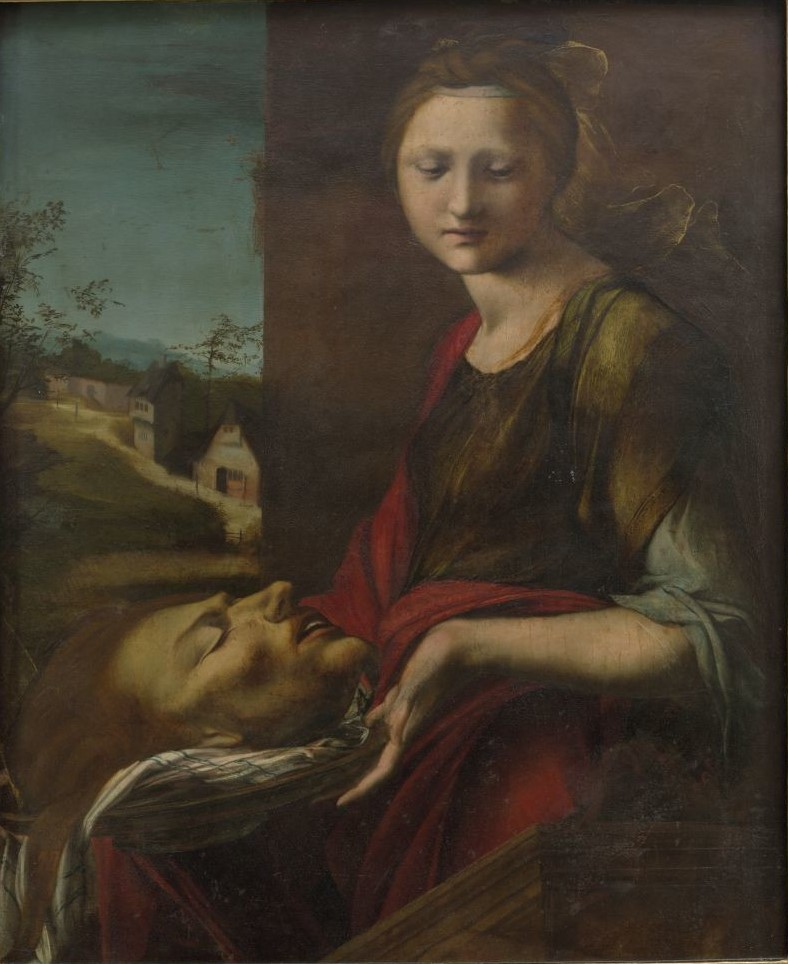
Alonso Berruguete: Salome

Alonso Berruguete (* 1480 in Paredes de Nava; † Ende September 1561 in Toledo) war ein spanischer Bildhauer, Maler und Architekt.

## Leben
Berruguete war ein Sohn des Malers Pedro Berruguete und dessen Frau Elvira (geborene Gomzalez). Er reiste um das Jahr 1504 nach Italien und studierte in Florenz und Rom, wo er viel nach Michelangelo und der Antike arbeitete. In Florenz soll er dazu berufen worden sein, ein von Filippino Lippi begonnenes Gemälde einer Kirche zu vollenden. 1520 kehrte er nach Spanien zurück und führte dort den Stil der italienischen Renaissance ein. Er hielt sich zunächst in Saragossa auf, wo er die Grabkapelle für den Vizekanzler von Aragonien, Don Antonio Agostín ausführte, die am 18. August 1808 zugleich mit dem Hieronymitenkloster St. Engratia bei einem Brand zerstört wurde. Als er sich 1523 in Valladolid aufhielt wurde er durch Karl V. zum Gerichtsschreiber ernannt. Diese Stellung verhaute er 1553 für 5000 Dukaten. Karl V. machte ihn später auch zu seinem Hofbildhauer, Hofmaler und zum Kammerdiener (spanisch Ayuda de cámara). Er wurde zudem Aufseher und Direktor der königlichen Bauten. 1523 erhielt er von Alonso Niño de Castro den Auftrag ein Triptychon für die Kirche Nuestra Señora de S. Lorenzo anzufertigen, diese Arbeit wurde jedoch nicht verwirklicht.
Berreguete schuf und schmückte in dieser Eigenschaft unter anderem den neuen königlichen Palast zu Granada, dessen Grundriss sowie der prächtige kreisförmige Hof im Innern mit seiner Kolonnade aus Breccienmarmor von dem ausgebildeten Geschmack des Künstlers zeugen.
Im Jahr 1526 übernahm Berruguete den Großauftrag für einen Altar in der Kirche San Benito el Real in Valladolid. 1927 erhielt er das Majoratsrecht in dieser Stadt. Mit den Arbeiten war er bis zum Jahr 1532 beschäftigt und fertigte neben Statuen und Reliefs auch vier Gemälde für dieses Werk. Ein zweiter Altar für den Trascoro der Kirche war den Heiligen Johannes und Michael gewidmet. 1528 ließ er sich in Valladolid ein Haus errichten. Der Erzbischof von Toledo, Alonso de Fonseca, übertrug ihm die Arbeiten im Großen Kollegium, das er zu Salamanca gründete, der Erzbischof von Cuenca die in der Galerie des Großen Kollegiums seines Erzbistums.
Bei einer Ausschreibung für die Anfertigung des Chorgestühls der Kathedrale von Toledo war Berruguete gemeinsam mit Felipe Bigarny als Sieger hervorgegangen. Sie wurden gemeinschaftlich mit der Ausführung beauftragt und fertigten jeweils 35 Sillas an. Bigarny sollte zudem den Stuhl des Bischofs anfertigen, er starb jedoch 1543, so dass Berruguete nun diesen Auftrag ausführte und bis 1548 seine Werke vollendete. Bei diesen Arbeiten wurde er durch Francisco Giralte, Isidro de Villoldo und seinen Neffen Inocencio Berruguete unterstützt, der ebenfalls Bildhauer und Maler war.
Da Berruguete stets bestrebt war eine gehobene Stellung in der Gesellschaft zu erlangen, erwarb er 1542 die Herrschaft Villatoquite und 1559 von der Krone die Domäne Ventosa de la Cuesta in der Provinz Valladolid mit allen Herrschaftsrechten.

## Weitere Werke (Auswahl)
- 1543: Grabdenkmal für Alonso Gutiérrez de Madrid († 1538)[5] und dessen Gemahlin Maria de Pisa.
- Ein Meisterwerk ist die Verklärung Christi auf dem Berg Tabor am Hinterchor, aus einem einzigen Marmorstück gehauen.
- Grabmal des Kardinals Juan de Tavera im Hospital des heiligen Johannes in Toledo.
- Casa del Ayuntamiento (Rathaus) in Sevilla, ein Muster des einfach-schönen Stils, welcher durch ihn statt der früheren Überladung in Spanien herrschend wurde.

## Familie
Berruguete heiratete im Jahr 1525 oder 1526 Juana (geborene de Pereda) aus Medina de Rioseco, mit der er drei Kinder hatte.
- Alonso Berruguete y Pereda (* um 1526), der Bildhauer wurde
- Luisa Sarmiento (* 1532) ⚭ Diego de Anucibay
- Petronila (* 1541) ⚭ Gaspar de Anucibay